# Lee Zii Jia
Lee Zii Jia (chinês simplificado: 李梓嘉, pinyin: Lǐ Zǐjiā; Alor Setar, 29 de março de 1998), frequentemente conhecido por suas iniciais LZJ, é um jogador de badmínton malaio.

## Carreira
Lee Zii Jia nasceu em Alor Setar, Kedah, filho de pais chineses da Malásia, Lee Chee Hin e Leow Siet Peng, ambos professores e ex-jogadores internacionais de basquete. Ele foi apresentado ao badminton por seus pais aos 6 anos de idade. Em seus primeiros anos, ele estudou na Escola Primária Keat Hwa em Alor Setar, Kedah. Devido aos seus resultados na competição sub-12, ele logo foi convocado para a Escola de Esportes Bukit Jalil.
Em 2015, ele se tornou o campeão júnior no Perak e Selangor Badminton Open. Essas performances de destaque e vitórias no circuito internacional lhe renderam uma vaga na Associação de Badminton da Malásia. Em novembro de 2016, Lee ganhou uma medalha de bronze no Campeonato Mundial Júnior após perder para Chico Aura Dwi Wardoyo nas semifinais. No mesmo mês, ele avançou para a final da India International Series, mas foi derrotado por Lakshya Sen.
Lee começou a temporada de 2019 competindo no Thailand Masters. Ele perdeu nas quartas de final para Brice Leverdez da França em jogos diretos. Nos torneios seguintes, ele também terminou nas quartas de final no Malaysia Masters, Indonesia Masters e German Open. Mais tarde, ele perdeu na fase inicial do Swiss, Malaysia e Singapore Open. Em agosto, Lee finalmente conseguiu chegar às semifinais no Thailand Open, onde perdeu para Chou Tien-chen de Taiwan. Isso foi, no entanto, uma melhoria em relação ao fato de ele ter sido um quarto finalista no New Zealand e Indonesia Open.
Ele se classificou para competir no Campeonato Mundial em Basel, Suíça, mas perdeu para o jogador de simples masculino número 1 do mundo e o eventual campeão mundial, Kento Momota do Japão nas quartas de final. Em novembro, ele foi forçado a se aposentar na segunda rodada do Aberto da China e decidiu se retirar também do próximo torneio em Hong Kong, devido à intoxicação alimentar e febre. Lee alcançou o 11º lugar no ranking mundial da BWF em 12 de novembro. Em dezembro, ele ganhou a medalha de ouro de simples masculino nos Jogos do Sudeste Asiático, e também ajudou a seleção masculina nacional a ganhar a medalha de prata.
Nos Jogos Olímpicos de Verão de 2024, em Paris, conquistou a medalha de bronze na disputa de simples masculino.